# Walter Wyssling

Walter Wyssling (ca. 1909)

Walter Wyssling (* 12. Januar 1862 in Zürich; † 22. Februar 1945 in Wädenswil; heimatberechtigt in Stäfa und ab 1905 in Zürich) war ein Schweizer Elektroingenieur und Hochschullehrer.

## Leben
Walter Wyssling war Sohn des Johann Kaspar, Sekundarlehrers und ab 1861 Ökonomieverwalters der Strafanstalt Zürich, und der Sophie geborene Rebmann. Nach dem Realgymnasium in Zürich absolvierte er eine Schlosserlehre, auf welche ein Vorkurs für das Eidgenössische Polytechnikum folgte. Dort machte er von 1880 bis 1884 das Fachlehrerstudium in Mathematik und Physik und wurde 1884 Assistent für Technische Mechanik bei Albin Herzog. 1888 heiratete Wyssling Luise Witt, Tochter des Gastwirts Georg Heinrich. In der Schweizer Armee war er Oberst.

## Schaffen
Wyssling hatte massgeblichen Einfluss beim Aufbau der Schweizerischen Elektrizitätsversorgung und der damit verbundenen Gesetzgebung. So bemühte er sich um die Einigung aller Kreise der Elektrowirtschaft, ging einer regen Gutachter- und Publikationstätigkeit nach und arbeitete regelmässig in der Eidgenössischen Kommission für elektrotechnische Fragen mit.
Seine berufliche Laufbahn begann Wyssling bei der Zürcher Telephongesellschaft, bei welcher er von 1884 bis 1888 als Ingenieur arbeitete. Anschliessend war er von 1888 bis 1891 Chefingenieur der elektrischen Abteilung der Schweizerischen Lokomotiv- und Maschinenfabrik Winterthur.
In der Folge übernahm Wyssling Leitungs- und Verwaltungsfunktionen. So fungierte er von 1891 bis 1893 als Bauleiter bzw. Direktor des Elektrizitätswerks der Stadt Zürich (EWZ). Ab 1892 war er mit der Projektierung und dem Bau des Elektrizitätswerks an der Sihl in Wädenswil beauftragt, dessen Direktor er bis 1908 blieb. Weiterhin war Wyssling von 1892 bis 1893 sowie von 1896 bis 1909 Präsident des Schweizerischen Elektrotechnischen Vereins (SEV) und von 1908 bis 1913 technischer Direktor der von ihm mitgegründeten Elektrizitätswerke des Kantons Zürich (EKZ). Darüber hinaus hatte er mehrere Stellen als Generalsekretär, zunächst einen bei der Schweizerischen Studienkommission für den elektrischen Bahnbetrieb (1903–1912) und darauf je einen beim SEV und beim Verband Schweizerischer Elektrizitätswerke (jeweils 1913–1920). Ab 1911 war Wyssling Mitglied des Schweizerischen Elektrotechnischen Komitees. In den Jahren von 1913 bis 1920 arbeitete er als Oberbauleiter des Elektrizitätswerks Eglisau. Sein eingehendes Engagement im Bereich der Elektrizitätsversorgung zeigte sich nicht zuletzt in der Position als Verwaltungsrat und Vizepräsident der EKZ (1926–1939), sowie in weiteren Stellen als Verwaltungsrat des Kraftwerks Ryburg-Schwörstadt, der Nordostschweizerischen Kraftwerke und der Aluminium Industrie AG in Neuhausen am Rheinfall.
Im akademischen Bereich schlug sich Wysslings Schaffen zunächst in einer Privatdozentur von 1891 bis 1895 am Eidgenössischen Polytechnikum nieder. Ebenda war er von 1895 bis 1927 ordentlicher Professor für angewandte Elektrotechnik. Von 1919 bis 1923 war er zudem Rektor der ETH Zürich.
Für seine Leistungen wurde Wyssling 1901 von der Universität Zürich sowie 1937 von der Universität Lausanne mit der Ehrendoktorwürde ausgezeichnet.